# Pleurobranchus membranaceus
Pleurobranchus membranaceus är en snäckart. Pleurobranchus membranaceus ingår i släktet Pleurobranchus och familjen Pleurobranchidae. Inga underarter finns listade i Catalogue of Life.